# Taku Watanabe
Taku Watanabe (jap. 渡辺 卓 Watanabe Taku; ur. 9 listopada 1971) – japoński piłkarz występujący na pozycji obrońcy.

## Kariera klubowa
Od 1990 do 2002 roku występował w klubach Bellmare Hiratsuka, Cerezo Osaka, Consadole Sapporo, Mito HollyHock i Montedio Yamagata.